# Championnat de l'île de Man de football 2011-2012
Navigation
Édition précédente Édition suivante
Le championnat de l'île de Man de football 2011-2012 (ou Canada Life Premier League pour des raisons de sponsoring) est la 103e édition du championnat de l'île de Man de football. Le Saint Georges AFC, champion en titre, remet son titre en jeu. Le championnat débute le 13 août 2011 et se termine le 31 mars 2012.
Après 24 matchs de championnat, le titre est finalement adjugé au champion sortant, Saint Georges AFC, qui remporte ainsi son 12e championnat.

## Les clubs participant à l’édition 2011-2012
| \| Ayre United AFC Corinthians AFC Douglas HSOB AFC Gymnasium FC St Georges AFC St Marys AFC Castletown M. FC Laxey AFC Saint John's AFC Peel AFC Ramsey AFC RYCOB Rushen United FC \| Localisation des clubs engagés dans le championnat. |
| Ayre United AFC Corinthians AFC Douglas HSOB AFC Gymnasium FC St Georges AFC St Marys AFC Castletown M. FC Laxey AFC Saint John's AFC Peel AFC Ramsey AFC RYCOB Rushen United FC                                                           |

| Club                            | Stade                       | Ville        |
| ------------------------------- | --------------------------- | ------------ |
| Ayre United FC                  | Andreas Playing Fields      | Andreas      |
| Castletown Metropolitan FC      | Castletown Football Stadium | Castletown   |
| Corinthians AFC                 | Nobles Park                 | Douglas      |
| Douglas High School Old Boys FC | DHSOB Football Ground       | Onchan       |
| Gymnasium FC                    | Tromode Park                | Douglas      |
| Laxey AFC                       | Laxey Football Ground       | Laxey        |
| Peel AFC                        | Peel AFC Football Ground    | Peel         |
| Ramsey AFC                      | Ballacloan Stadium          | Ramsey       |
| Ramsey Youth Centre Old Boys FC | -                           | Ramsey       |
| Rushen United FC                | Croit Lowey                 | Port Erin    |
| Saint Georges AFC               | The Club House              | Douglas      |
| Saint John's United AFC         | St John's Football Ground   | Saint John's |
| Saint Marys AFC                 | The Bowl                    | Douglas      |

## Historique de la saison
Présentés comme favoris de l'épreuve, Saint Georges et le Douglas High School Old Boys FC débutent la saison par une victoire, le premier sur le terrain de RYCOB 0-10, le second au Ramsey AFC 1-2. Dès la fin de la saison précédente et la victoire en championnat, l'entraîneur de Saint Georges, Chris Bass, déclare son intention de remporter la compétition « pour les six ou sept prochaines années ».
Le club de Douglas remporte la compétition sans difficulté en remportant 23 matchs et ne concédant qu'un seul match nul. L'équipe en profite pour établir un record de 50 matchs consécutifs sans défaite, record jusque-là inégalé sur l'île.

## Classement
Le classement est établi sur le barème de points classique (victoire à 3 points, match nul à 1, défaite à 0). Les clubs sont départagés en fonction des critères suivants :
1. Plus grande « différence de buts générale »
2. Plus grand nombre de buts marqués

| Rang | Équipe                      | Pts | J  | G  | N | P  | Bp  | Bc  | Diff |
| ---- | --------------------------- | --- | -- | -- | - | -- | --- | --- | ---- |
| 1    | Saint Georges AFC (T)       | 70  | 24 | 23 | 1 | 0  | 130 | 16  | +114 |
| 2    | Saint Marys AFC             | 58  | 24 | 19 | 1 | 4  | 88  | 38  | +50  |
| 3    | Laxey AFC                   | 57  | 24 | 19 | 0 | 5  | 90  | 38  | +52  |
| 4    | Douglas HSOB                | 46  | 24 | 14 | 4 | 6  | 78  | 36  | +42  |
| 5    | Rushen United FC            | 41  | 24 | 12 | 5 | 7  | 92  | 48  | +44  |
| 6    | Peel AFC                    | 38  | 24 | 11 | 5 | 8  | 73  | 50  | +23  |
| 7    | Saint John's United AFC (P) | 36  | 24 | 10 | 6 | 8  | 62  | 56  | +6   |
| 8    | Corinthians AFC             | 32  | 24 | 10 | 2 | 12 | 53  | 65  | -12  |
| 9    | Ramsey AFC                  | 24  | 24 | 6  | 6 | 12 | 55  | 55  | 0    |
| 10   | Castletown Metropolitan FC  | 19  | 24 | 6  | 1 | 17 | 48  | 96  | -48  |
| 11   | Gymnasium FC                | 16  | 24 | 5  | 1 | 18 | 39  | 120 | -81  |
| 12   | Ramsey YCOB FC (P)          | 11  | 24 | 3  | 2 | 19 | 29  | 93  | -64  |
| 13   | Ayre United FC              | 3   | 24 | 1  | 0 | 23 | 25  | 151 | -126 |

Titre de champion
- Champion de l'île de Man 2011-2012

Relégation
- Relégation en Division 2

Abréviations
(T) : Tenant du titre

(P) : Promu

## Classement des buteurs
| Rang | Joueur         | Équipe           | Buts |
| ---- | -------------- | ---------------- | ---- |
| 1    | Josh Kelly     | Rushen United FC | 31   |
| 2    | Aaron Hawley   | Rushen United FC | 23   |
| 3    | Craig Stewart  | Douglas HSOB     | 21   |
| 3    | Ashley Webster | Laxey AFC        | 21   |
| 5    | Callum Stewart | Douglas HSOB     | 18   |

Source : (en) « Meilleurs buteurs du championnat de l'île de Man, saison 2011-2012 », sur fulltime.thefa.com